# Naturschutzgebiet Hömberg / Brusenbecke / Eberg / Kalte Spring
Das Naturschutzgebiet Hömberg / Brusenbecke / Eberg / Kalte Spring ist ein 379,38 ha großes Naturschutzgebiet (NSG) südwestlich von Siedlinghausen im Stadtgebiet von Winterberg. Das Gebiet wurde 2008 mit dem Landschaftsplan Winterberg durch den Hochsauerlandkreis als NSG ausgewiesen. Weite Bereiche des Naturschutzgebiets liegen im insgesamt deutlich größeren FFH-Gebiet Hunau, Oberes Negertal, Renautal und Steinberg (DE-4717-301), wodurch sie zum europäischen Schutzgebietsnetz Natura 2000 gehören. Dieses FFH-Gebiet setzt sich im angrenzenden Stadtgebiet von Schmallenberg fort.

## Beschreibung
Das NSG besteht aus Wald an den Berghängen von Hömberg, Sange, Eberg und Kalte Spring. Das NSG ist zertalt von zahlreichen Kerbtalsiepen. Im Wald finden sich großflächige Rotbuchenwälder und Buchenmischwälder, ferner auch Rotfichtenbestände. Dabei nehmen Buchen einen Flächenanteil von etwa 65 % ein. Lediglich vereinzelt und auch nur kleinflächig sind Buchen-Altholzinseln mit starkem bis sehr starkem Baumholz erhalten geblieben. Buchen-Altholzinseln mit starkem Baumholz stehen auf dem Bergrücken von Sange und Eberg in Höhen über 700 m über NN. Dabei weist der Plateau-Buchenwald Sange bereits lichte und totholzreiche Waldbilder der Wald-Zerfallsphase auf. Bei den Buchenwäldern handelt es sich fast ausschließlich um bodensaure Hainsimsen-Buchenwälder montaner Ausprägung. Nur kleinflächig sind an Unterhängen auch Übergänge zum Waldmeister-Buchenwald anzutreffen. Selten und kleinflächig kommen auch Bach-Erlenwälder und Erlen-Quellwäldchen vor. Auch Schluchtwald- und Auwaldbereiche befinden sich im NSG.
Im NSG finden sich auch Felsbereiche, Quellen und Siepen. Die Quellmulden und Kerbtäler werden von Sickerquellen und Quellbächen durchzogen. Im NSG entspringt die Neger (Ruhr). Lokal sind diese Klein- und Sonderbiotope freigestellt worden. Auf dem Hömberg ragt ein Kleinfelsen hervor. Im Wald liegen einige Waldwiesen. In einer weiten Talmulde nördlich des Großen Bildchens liegt eine große binsenreiche Feuchtwiese mit Rinderbeweidung. 
Das Fachinformationssystem vom Landesamt für Natur, Umwelt und Klima Nordrhein-Westfalen führt zum Wert des NSG aus: „Das Naturschutzgebiet ist zentraler Teil des FFH-Gebietes Hunau, Oberes Negertal, Renautal und Steinberg. Von entscheidender Bedeutung für die Biotopsicherung und -entwicklung sind die naturnahe Forstwirtschaft unter Förderung von Buchen(misch)wäldern und die Etablierung eines Systems tot- und altholzreicher Waldentwicklungsstadien. Grundlage des naturnahen Waldbaus ist ein ökologisch verträgliches Management des Rotwild- und Muffelwildbestandes. Die Quellsiepen sollten als naturnahe Klein- und Sonderbiotope weitgehend der forstlichen Nutzung entzogen werden.“

## Schutzzweck
Das NSG soll den Wald mit seinem Arteninventar schützen. Wie bei allen Naturschutzgebieten in Deutschland wurde in der Schutzausweisung darauf hingewiesen, dass das Gebiet „wegen der Seltenheit, besonderen Eigenart und Schönheit des Gebietes“ zum Naturschutzgebiet erklärt wurde.